# Louisville Records
Louisville Records war ein Berliner Musiklabel.
Nachdem Patrick Wagner sich vom Label Kitty-Yo getrennt hatte, war er für ein Jahr beim Universal-Sublabel Motor Music angestellt. Hier lernte er seine spätere Frau Yvonne Franken kennen. Beide beschlossen, ein eigenes Label zu eröffnen, benannt nach ihrem Sohn Louis. Aufgrund von Zahlungsunfähigkeit schloss das Label 2010.

## Künstler (Auswahl)
- Doc Schoko
- Florian Horwath
- Jeans Team
- Jolly Goods
- Kissogram
- Naked Lunch
- Navel
- Puppetmastaz